# Noah Ablett
Pour les articles homonymes, voir Ablett.
Noah Ablett, né le 4 octobre 1883 et mort le 31 octobre 1935, est un syndicaliste gallois et un théoricien de la politique, surtout connu pour sa contribution à The Miners' Next Step, un traité syndicaliste décrit par lui comme un « syndicalisme scientifique ».

## Biographie
Noah Ablett naît le 4 octobre 1883 à Porth, Rhondda dans le pays de Galles. Fils de John et de Jane Ablett,, il est le dixième enfant sur onze.

### Éducation et carrière
Il semble destiné au ministère, mais un accident de mine et une prise de conscience des faibles salaires versés aux mineurs travaillant dans des endroits atypiques font de lui un agitateur.
Passionné par l'apprentissage, il obtient une bourse d'études au Ruskin College (en) d'Oxford en 1907 et participe à la grève de l'université et au mouvement qui suit et qui voit la création du groupe éducatif marxiste, la Plebs' League. À son retour dans les vallées, il met en place des cours d'éducation marxiste et participe à la campagne en faveur du salaire minimum. 
En 1911, Noah Ablett devient checkweighman à Mardy Colliery, à Maerdy, et plus tard cette année-là, il est l'un des fondateurs du Unofficial Reform Committee. L'année suivante, il est le principal auteur de The Miners' Next Step, un pamphlet réclamant un salaire minimum pour les mineurs et la prise de contrôle des mines par ces derniers. En 1919, Ablett est membre de la direction de la South Wales Miners' Federation et président du conseil d'administration du Central Labour College. En 1919, le parti travailliste propose à Noah Ablett de se présenter dans la circonscription du Pembrokeshire en vue des élections générales de 1922. Noah Ablett décline la proposition, invoquant les exigences de ses autres responsabilités. Cette même année 1919, sort le seul livre de Noah Ablett, intitulé Easy outline of economics, il est publié par la Plebs' League. Entre 1921 et 1926, il est membre exécutif de la  Miners' Federation of Great Britain.

### Vie personnelle
Noah Ablett épouse Ann Howells en 1912 ; le couple a deux enfants.

### Alcoolisme et mort
Noah Ablett sombre dans l'alcoolisme. Il meurt le 31 octobre 1935 d'un cancer, à Merthyr Tydfil.